# Чернівці-Північна
Чернівцí-Півнíчна — вузлова вантажна станція 4-го класу  Івано-Франківської дирекції Львівської залізниці на перетині ліній Коломия — Чернівці-Північна, Чернівці-Північна — Ларга та Чернівці-Північна — Багринівка між станціями Чернівці (2 км), Лужани (13 км) та Новоселиця (34 км). Розташована у колишньому Садгірському районі міста Чернівці. Поруч зі станцією пролягають автошляхи міжнародного та територіального значення М19 та Т 2602.

## Історія
Станція відкрита 1 вересня 1866 року.
Залізнична аварія 1868 року
Першою масштабною залізничною катастрофою в Україні стала залізнична катастрофа зранку 4 березня 1868 року, яка сталася на перегоні Чернівці — Снятин між сучасними станціями Чернівці і Чернівці-Північна: о 06:30 під вантажно-пасажирським поїздом, який рухався із Чернівців до Львова, завалився залізничний міст через річку Прут. Цей міст було побудовано за проєктом інженера Шіфферкорна — мости такого типу були достатньо розповсюджені в тогочасній Австро-Угорщині.
В аварію потрапив змішаний товарно-пасажирський поїзд. У його складі загалом було 16 вагонів: одразу за локомотивом було причеплено 10 товарних вагонів із худобою. За товарними вагонами був причеплений поштовий вагон. Далі йшли чотири пасажирські вагони і один кондукторський.
Обставини катастрофи дослідниця О. Драгомирецька описує таким чином:
|  | При перетині залізничного моста, коли перший локомотив був уже на протилежному березі, тріснув правий, а потім і лівий бік моста, локомотиви по похилій площині почали сповзати у воду, а за ними — товарні вагони. |

Упали у воду і машиністи (вочевидь — члени локомотивної бригади). Один із них мав прізвище Гельд, він із поламаними ребрами зумів врятувати своїх колег».
На щастя, завдяки добрій реакції кондукторів, пасажирські вагони вдалося загальмувати і вони не впали в річку. Отож, серед людей в аварії постраждала лише локомотивна бригада.
Наслідками аварії стало падіння в річку Прут 9 вантажних вагонів та локомотива. У вантажних вагонів знаходилося 40 биків та 130 свиней, з них 10 биків загинуло, 20 відправили на бійню. 40 свиней врятувалося, 26 втопилося, а решта розбіглася.
Урядова комісія, яка розслідувала катастрофу, прийшла до висновку про ненадійність мостів конструкції Шіфферкорна: значна кількість деталей моста виготовлялася із чавуну — більш дешевого, але менш міцного за сталь. Окрім того, чавунні відливки часто мали внутрішні дефекти, які знижували загальну міцність конструкції. Після залізничної аварії 1868 року під Чернівцями по всій Австро-Угорщині почали відмовлятися від мостів конструкції Шіфферкорна. До проведення реконструкції мостів, на Львівсько-Чернівецько-Ясській залізниці мости, збудовані за проєктом інженера Шіфферкорна, зміцнювали, а згодом і замінили. Намагання керівника Львівсько-Чернівецько-Ясської залізниці Віктора Оффенгайма максимально здешевити будівництво колій, а також значна поспішність будівництва зрештою «вилізла боком»: кількість інцидентів і аварій на залізниці Львів – Чернівці була дуже великою.

## Пасажирське сполучення
На станції зупиняються приміські поїзди сполученням Коломия — Чернівці / Вадул-Сірет. Приміський рух до кінцевих станцій Вижниця,  Ларга, Сокиряни та Стефанешти припинений з 18 березня 2020 року на невизначений термін.
Приблизно за 200 м від станції розташована тролейбусна зупинка «Дріжзавод», де зупиняються тролейбусні маршрути № 3, 3А, 5, 11 та автостанція № 3 ТОВ «Чернівціавтотранс».

## Галерея

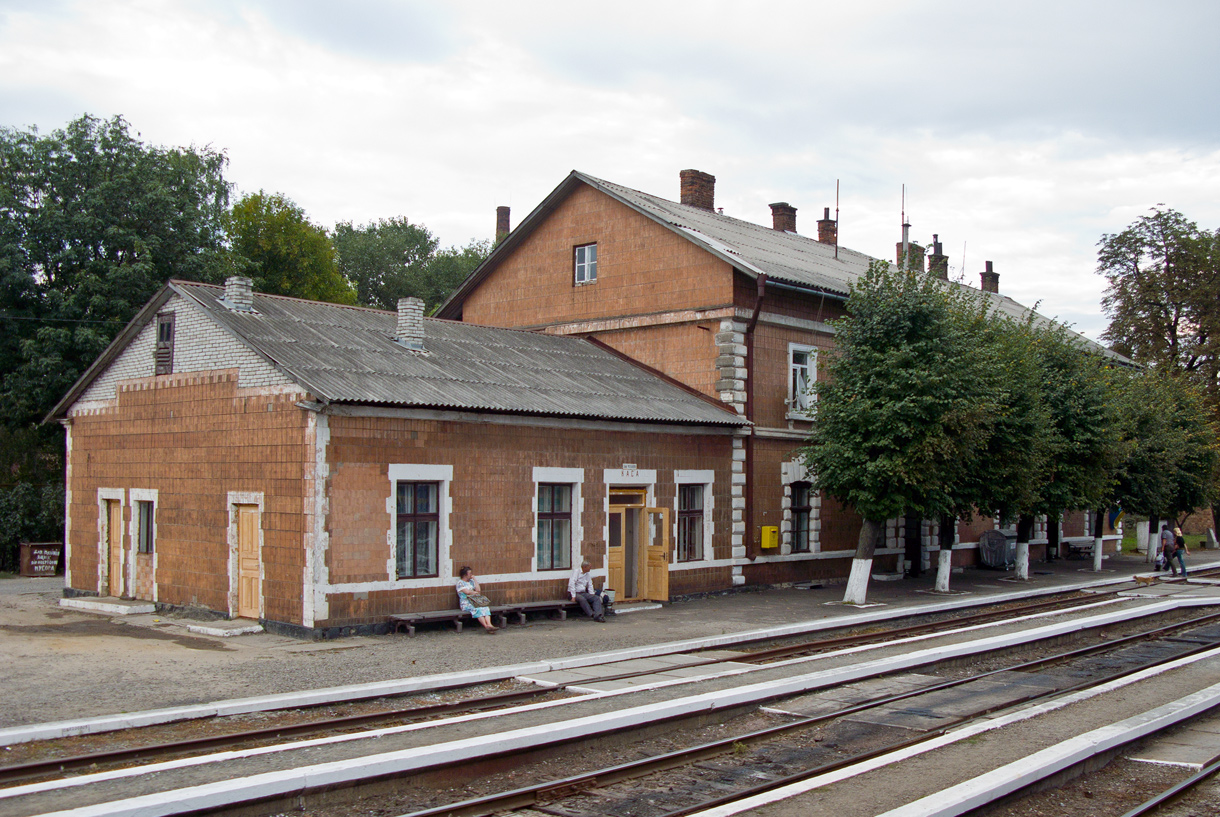
Вигляд з перону
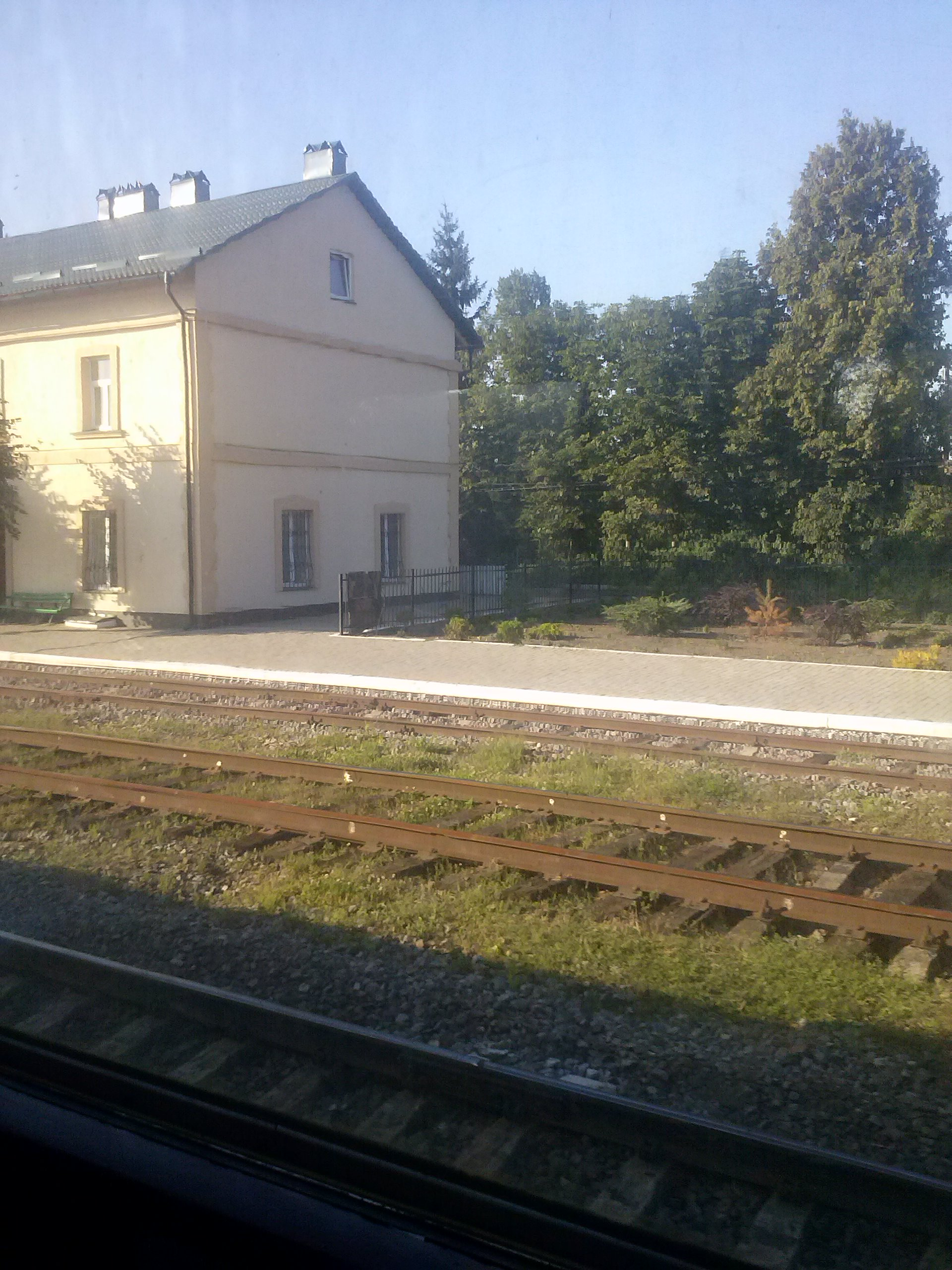
Станція Чернівці-Північна